# Grabnerstein
Grabnerstein är en bergstopp i Österrike.   Den ligger i distriktet Liezen och förbundslandet Steiermark, i den centrala delen av landet, 150 km väster om huvudstaden Wien. Toppen på Grabnerstein är 1 847 meter över havet, eller 134 meter över den omgivande terrängen. Bredden vid basen är 1,2 km.
Terrängen runt Grabnerstein är varierad. Närmaste större samhälle är Trieben, 16,7 km söder om Grabnerstein. 
I omgivningarna runt Grabnerstein växer i huvudsak blandskog. Runt Grabnerstein är det ganska glesbefolkat, med 25 invånare per kvadratkilometer.